# Охридска архиепископија
Охридска архиепископија је била средњовековна аутокефална црква са седиштем у Охриду, од 1019. до 1767. године. У време највећег територијалног опсега, током 11. и 12. века, обухватала је бројне епархије на просторима данашњих држава: Северне Македоније, Бугарске, Србије, Албаније и Грчке. Саборни храм архиепископије била је црква Свете Софије у Охриду. Током своје дуге историје, била је под византијском, бугарском, српском и османском влашћу.
Данашња Православна охридска архиепископија је њена канонска наследница.

## Предисторија
На просторима који су након 1019. године ушли у састав Охридске архиепископије, хришћанство је имало дугу предисторију, која према предању сеже до апостолских времена. Након легализације хришћанства у време цара Константина Великог (306—337), дошло је до убрзаног развоја црквених установа на ширем простору римске Македоније и суседних провинција, а током 4. и 5. века, многи тамошњи градови су постали епископска седишта.
У време цара Јустинијана I (527—565) извршено је преуређење црквене управе. Тада је основана нова Архиепископија Јустинијана Прима (535), чије се седиште налазило у истоименом граду (локалитет Царичин град, код Лебана у Србији). Нова архиепископија је обухватала све епископије у следећим провинцијама: Прва Мезија, Прибрежна Дакија, Средоземна Дакија, Дарданија и Превалитана, укључујући и делове Друге Паноније и Друге Македоније. Након додатне реорганизације, која је извршена 545. године, Друга Македонија је изостављена из надлежности архиепископа Прве Јустинијане.
Након досељавања Словена током 6. и 7. века, започео је процес њихове христијанизације. у другој половини 9. века, поједини ученици словенских апостола, светог Ћирила и Методија, пребегли су из Моравске у тадашњу Бугарску, под чијом се влашћу налазио и знатан део Македоније. Главна средишта словенског хришћанства у тим областима била су око Охридског и Преспанског језера.
Најистакнутији просветитељи на том подручју били су свети Климент и Наум, које је први бугарски хришћански владар Михаило-Борис послао у област Кутмичевицу, код Охридског језера. Пошто су развили успешан мисионарски рад, Климент и Наум су за кратко време успели да организују прву словенску епископију за те крајеве. За првог епископа постављен је Климент (око 893. године). Он је касније с Наумом основао и прве манастире у том крају, један на северној (стари манастир Светог Пантелејмона), а други на јужној обали Охридскога језера (Свети Наум). Ова епископија, као и друге словенске епископије у границама ондашње бугарске државе, била је потчињена ариепископу (касније патријарху) који је првобитно столовао у Великом Преславу, а затим у Доростолу (данас Силистра).
После уништења Првог бугарског царства (током 971. и 972. године) под власт Византије су потпале све епархије дотадашње Бугарске патријаршије, а на запоседнутим подручјима је почео да јача утицај Цариградске патријаршије. Недуго потом, након избијања народног устанка (976), устаничком вођи Самуилу је пошло за руком да створи велико јужнословенско царство. Упоредо са изградњом државе, цар Самуило је приступио преуређењу црквених односа на ослобођеним подручјима. Након разних промена и премештања црквеног средишта (из бугарског Доростола преко Сердике у Воден и Моглен), Самуило је крајем 10. века уредио ново црквено средиште у Преспи, чиме је створена нова Преспанска архиепископија. Током познијих година Самуилове владавине, када је порастао значај Охрида као главног центра политичке власти, у тај град је из Преспе пренето и седиште архиепископије, која је такође сматрана и патријаршијом, а такво уређење је задржано и за време владавине Самуилових наследника.

## Оснивање
Византијски цар Василије II Бугароубица је 1018. године уништио државу Самуилових наследника. Након успостављања византијске власти у бугарским и српским земљама, извршено је и преуређење црквене управе. Уместо бивше Преспанске архиепископије, односно патријаршије, на запоседнутим подручјима је створена нова византијска аутокефална архиепископија, са седиштем у Охриду. Право одлучивања о постављању охридских архиепископа задржала је царска власт. Василије је за првог охридског архиепископа поставио Јована Дебарског, који је био Словен. Повељом из 1019. године доделио му је управу над скоро свим епископијама са подручја бивше Самуилове државе, а двема другим повељама из 1020. године проширио је јурисдикцију Охридске архиепископије и на неке области које су биле под бугарском влашћу за царева Симеона и Петра.
Охридски архиепископи су првобитно изводили континуитет своје цркве из старијих архиепископија које су постојале у државама Самуила и ранијих бугарских владара, те су се сходно томе називали архиепископима Охрида и „целе Бугарске”. Пошто је током 11. века долазило до честих устанака против византијске власти, под окриљем Охридске архиепископије су почеле да настају и другачије еклисиолошке конструкције. У настојању да се изврши отклон од бугарских црквених традиција, почетком 12. века је почела да се обликује теза о другачијем пореклу Охридске архиепископије. Та теза се заснивала на псеудо-историјској конструкцији о наводном континуитету Окридске архиепископије са древном Архиепископијом Јустинијаном Примом, која је постојала у 6. и 7. веку. Та конструкција је средином 12. века и званично усвојена од стране охридске јерархије, тако да су охридски архиепископи од тог времена у своју титулу почели да укључују и помен Јустинијане Приме. Тај обичај је задржан све до укидања архиепископије (1767).

## Епархије Охридске архиепископије
Према повељама цара Василија оз 1019. и 1020. године, у састав Охридске архиепископије је улазила 31 епископија и то:
1. Охридска, са Преспом, Мокром и Кичевом.
2. Костурска, са Корицом, Колоњом, Војушом, Мором и Деволом.
3. Главеничка, са Канином и Неаничком.
4. Мегленска, са Прошеком, Мориховом, Сетином, Островом и Заодрином.
5. Битољска, са Пелагонијом, Прилепом, Дебром и Велесом.
6. Струмичка, са Радовиштем и Кончом.
7. Морозвиздска, са Козјаком, Славиштем, Злетовом, Луковицом, Пијанецом и Малешевом.
8. Велбуждска, са Сутеским, Германијом, Теримером, Стобијем, Доњим Сутеским и Разлогом.
9. Средачка (Софијска), са Перником, Суковом и Знепољем.
10. Нишка, са Мокрим, Коблосом, Топлицом и Сврљигом.
11. Браничевска, са Моравским, Смедеревом, Гроцком, Дивисиштем, Истагланда (?) и Бродариском.
12. Београдска, са Градецом, Омчом, Главентином и Белом Црквом.
13. Сремска, у области Срема.
14. Скопска, са Винецем, Преамором, Луковом и Прилипом.
15. Призренска, са Хвосном, Лесковцем и Бретос (?).
16. Липљанска, у области Косова.
17. Србичка, југозападно од Солуна.
18. Дрстарска (Силистрија?).
19. Видинска.
20. Рашка.
21. Орошка, западно од Призрена.
22. Черничка у области Драча.
23. Химерска, у Арбанији сјеверно од Крфа.
24. Дринопољска, у Арбанији близу Аргирокастра.
25. Велска, јужно од Дринопољске.
26. Вутронска, у јужној Арбанији ниже луке Санти Quaranta.
27. Јанинска у Епиру.
28. Козилска.
29. Петрска
30. Сташка ти Тесалији,
31. Берска или Веријска, западно од Солуна.

Охридски архиепископи могли су само кратко време одржати овако велик број епархија под својом влашћу и то за време византијске владавине у тим областима. Драчка митрополија је убрзо успела да под своју јурисдикцију врати све арбанашке епархије, а поједини митрополити Цариградске патријаршије у Епиру, Тесалији и јужној Македонији присвојили су себи суседне епархије. Тако је од горенаведених епархија у 12. веку под управом Охридске архиепископије остало само првих шеснаест, као и Видинска и Рашка. Уз то је основано шест нових епархија, већином одвајањем од старих, тако да је Охридска архиепископија током 12. века имала 24 епархије. Нове су биле: Дебарска из Охридске, Деволска или Селафорска из Костурске, Гребенска више Крбице, Канинска из Главеничке, Сланичка око Јениџе Вардара и Бренотска за Влахе и хришћанске Вардариоте.

## Раздобље српске власти
Упоредо са опадањем византијске снаге, од краја 12. века, сужавале су се и границе Охридске архиепископије, а њене области су привремено или трајно запоседали српски, бугарски и други околни владаоци. Обновљено Бугарско царство присајединило је одмах видинску, софијску и друге суседне епархије новооснованој Трновској архиепископији, каснијој патријаршији. Српски краљеви из лозе Немањића, пошто је 1219. основана аутокефална Жичка архиепископија, подвргавали су постепено, према ширењу српских државних граница, под своју цркву све северне епархије Охридске архиепископије северно од Струмице, Прилепа и Охрида. Тако је Охридској архиепископији крајем 13. века остало само 11 епархија: охридска, костурска, деволска, главеничка, канинска, пелагонијска, мегленска, сланичка, гребенска, струмичка и влашка. Те је епархије задржала и даље, до краја свог постојања.
Када је краљ Душан постао господар Охрида (1334) и свих области које су тада чиниле Охридску архиепископију, он не само да није укинуо Охридску архиепископију, већ јој је оставио аутокефалност, и по свој прилици присајединио и све епархије које је освојио на југу и западу од Охрида, по Македонији, Тесалији, Епиру и Арбанији, пошто су то углавном биле епархије које су и раније припадале јурисдикцији Охридске архиепископије. За време владавине српског краља Вукашина (1365—1371) и његовог сина, краља Марка (1371—1395), Охридска архиепископија је задржала свој дотадашњи положај.

## Раздобље турске власти
Подручје Охридске архиепископије прешло је из српских у турске руке путем постепеног освајања, током последње четвртине 14. века. Охридска архиепископија је била прва аутокефална православна црква на Балкану, која је у целини дошла под турску власт. Османски Турци су признали затечено стање, а Охридска архиепископија је упоредо са ширењем граница турске државе ширила и своју јурисдикцију на рачун Цариградске, Трновске и Пећке патријаршије.
После пада српске државне самосталности (1459) и смрти српског патријарха Арсенија II (1463) наступиле су нередовне прилике у српској цркви, тако да су охридски архиепископи током времена успели да подвргну под своју власт многе српске епархије. Границе Охридске архиепископије су током друге половине 15. и у првој половини 16. века заузимале највеће пространство. Тада је Охридска архиепископија имала под својом врховном управом не само све своје старе епархије по Македонији и Арбанији, него и по Молдавији и Влашкој, а такође и по српским земљама, укључујући Босну, Херцеговину и Црну Гору.
У четвртој и петој деценији 16. века, смедеревски епископ Павле је покушао да се одупре тој превласти Охридске архиепископије и да обнови аутокефалност Српске патријаршије. У томе није трајно успео, али ускоро послије њега (1557) то је пошло за руком тек Макарију, који је био рођак великога везир Мехмеда Соколовића. Тада су све српске епархије изнад Струмице, Велеса, Кичева и Дебра одузете од Охридске архиепископије и враћене у састав обновљене Пећке патријаршије. Над митрополијом Молдавском и Влашком Охридска архиепископија је вршила јурисдикцију неко време после 1439. године, пошто је цариградска јерархија примила унију с Римом. Та је зависност била више номинална, а за Молдавску је вредела до половине 17. века.
Током 16. века, Охридска архиепископија је под својом врховном духовном влашћу имала и православне грчке и арбанашке колонисте у јужној Италији, по Апулији, Калабрији, Басиликати, Сицилији и Малти. Епископ италски, са насловом митрополита и егзарха, био је један од јужноарбанашких епископа, кога је архиепископ охридски са својим синодом на тај положај постављао. Та духовна зависност православних колониста у Италији од Охридске архиепископије трајала је само до папе Сикста V (1585—1590), који је колонисте присилио на унију, а православном митрополиту забранио приступ Грцима и Арбанасима у Италији.
Послије обновљења Пећке патријаршије (1557) Охридска архиепископија враћена је у своје границе из 13. и 14. века. Тако умањена она је морала приступити новој организацији својих епархија, а дефинитивно ју је извела до половине 17. века. Прва епархија Охридске архиепископије, која је добила име митрополија, била је првопрестолна епархија костурска. Током 16. и 17. века, по узору на уведени обичај у Цариградској патријаршији, добиле су тај наслов и друге епархије. Тако је од 14 епархија, које су остале Охридској архиепископији до њеног коначног укидања (1767) њих 9 носило назив митрополије (костурска, пелагонијско-битољска, струмичка, коричко-селасфорска, београдско-елбасанска, воденска, драчка, гребенска и сисанијска), а 5 назив епископија (мегленска, дебарско-кичевска, велешка, преспанска и горо-мокренска у Дрим-колу).

## Укидање
Током 17. и 18. века, фанариотска заједница у Цариграду почела је да врши знатан утицај на вођење послова у Цариградској патријаршији и осталим помесним црквама на подручју Османског царства. Фанариотско уплитање у послове источних патријаршија (Антиохија, Јерусалим, Александрија) довело је до постепеног нарушавања канонског положаја тих древних цркава. На другој страни, фанариотска политика је издејствовала потпуно укидање Српске патријаршије (1766), а затим и Охридске архиепископије (1767), што је довело до тешких последица по православне Србе и друге Словене у Османском царству. Фанариотско непријатељство према древним црквеним средиштима у Пећи и Охриду било је изражено до те мере да у тим местима након укидања Српске патријаршије и Охридске архиепископије нису били постављени чак ни епископи, већ су обе архијерејске катедре укинуте и припојене са суседним епархијама.